# 船越明

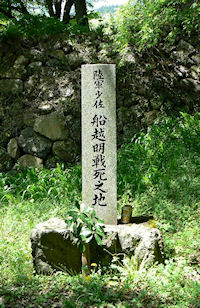
船越明戦死之地碑

船越 明（ふなこし あきら、1919年 - 1945年5月11日）は、日本の陸軍軍人。最終階級は陸軍少佐。

## 経歴
佐賀県出身。
陸軍士官学校53期生。同期生に飛行第111戦隊第2大隊長の檜與平少佐, 飛行第244戦隊長の小林照彦少佐などがいる。昭和20年4月, 伊丹陸軍飛行場の飛行第56戦隊飛行隊長に任ぜられ, 中部・近畿地区の防空任務にあたる。昭和20年5月11日, 川西航空機を爆撃目標とした空襲の際, 第21爆撃集団のB29編隊102機を迎撃するため, 単機で出撃。京都市西京区西山の金蔵寺上空において，三式戦闘機二型にてB29編隊に突撃。防御砲火を受けて墜落し, 戦死した。享年26。金蔵寺境内には「船越明戦死之地」と刻のある追悼碑を残す。

## 新任の飛行隊長
昭和20年4月に船越明大尉(当時)は, 中部・近畿地方での防空を担う飛行第56戦隊の飛行隊長として, 伊丹陸軍飛行場に着任した。当時, 同期生で飛行隊長と第一中隊長を兼任していた緒方醇一中佐（二階級特進）は, 1945年3月17日未明の第一次神戸大空襲において、B-29を1機撃破したのち、もう1機に体当たりを敢行してこれを撃墜した。しかし、中佐は妻と生まれて60日の娘を残して戦死。このため飛行隊長が不在になっており、船越明大尉はその後任に選出された。
またこの時期、戦隊長・古川治良少佐(陸士50期)率いる本隊は、3月31日から航い号戦策に基いて三式戦闘機27機で蘆屋陸軍飛行場（福岡県）に展開し,  第12飛行師団 (日本軍)の指揮下に入った。4月29日には第二中隊長の永末昇大尉ら4名を, 三式戦闘機二型の伝習教育のため先に伊丹陸軍飛行場へ返したのち,17機で佐伯海軍航空基地（大分県）に前進した。これは、足摺岬に集合するB-29編隊を攻撃するためであった。ちなみに, 1945年4月18日の大刀洗（福岡県）上空での迎撃戦では, 古川治良少佐が戦隊長編隊3番機の吉野近雄軍曹（下士官91期）を失いつつも, B-29を確実撃墜している。

## 当日の戦闘
昭和20年5月11日早朝，米陸軍第21爆撃集団（第58，73，314爆撃隊）は関西地区が晴天との報を得た。そのため作戦任務172号に従ってサイパン・テニアン・グアム基地から合計102機（出撃数は中規模）の戦略爆撃機B-29を発進させた。硫黄島上空を経たのち紀伊半島を目指し午前9時過ぎには大阪上空に達した。
空襲を告げるサイレンが鳴り晴れた上空6千メートルは飛行機雲を靡かせ朝日に銀翼を輝かせたB-29で埋め尽くされた。3月13日の大阪大空襲3月17日の神戸大空襲を始め関西でも数十回の空襲を受けていた人々は不安げにその行方を見守った。
敵機来襲との報を受け，B-29の高々度までも上昇できる性能を有する4月に配備されたばかりの飛燕（三式二型）に搭乗し邀撃に向かった。当日B-29側は，敵機41機を確認し261回の攻撃を受け概ね撃墜31機と記録（かなりの錯誤が含まれると思われる）しているが，そのうちの1機が船越少佐の飛燕であった。彼は急上昇の後，京都府南部上空で果敢にB-29の群れに突撃した。しかし衆寡敵せず護衛機からの12ミリ銃弾を頭部に被け，パラシュートでの脱出も許可されていたがそれも間に合わず金蔵寺上空で墜落壮烈な戦死を遂げた。
その後92機のB-29は，兵庫県武庫郡本庄（現・神戸市東灘区）にあった川西航空機甲南製作所への精密爆撃（ピンポイント爆撃）を敢行した。9時53分から10分の間に高度5000メートルから460トンの爆弾を投下し同製作所の70％を破壊した。南西にあった住宅なども影響を受け死者1093名負傷者924人の被害が出たが，米機の損害は3機損傷のみであった。
京都小塩山の東南山腹の金蔵寺の山門横に「陸軍少佐 船越明戦死之地」との追悼碑があり，裏面には「飛行第56戦隊 飛行隊長26歳 佐賀県出身 昭和20年5月11日 阪神大空襲の際 金蔵寺上空において 三式戦闘機飛燕にて B29編隊群に突入 被弾墜落した」と刻す。